# HIFK Hockey
HIFK Hockey (Helsingin Idrottsföreningen Kamraterna lub Helsingfors Idrottsföreningen Kamraterna, wzgl. Helsingfors IFK lub Helsingin IFK, w skrócie HIFK) – fiński klub hokeja na lodzie z siedzibą w Helsinkach.

## Sukcesy
- Złoty medal mistrzostw Finlandii: 1969, 1970, 1974 (SM-sarja); 1980, 1983, 1998, 2011 (SM-liiga)
- Srebrny medal mistrzostw Finlandii: 1986, 1999, 2016
- Brązowy medal mistrzostw Finlandii: 1982, 1987, 1988, 1992, 2004, 2018, 2021
- Trofeum pamiątkowe Harry’ego Lindbladina – pierwsze miejsce w sezonie zasadniczym Liigi: 2015/2016
- Hopealuistin: 1999, 2005, 2010

## Trenerzy
W maju 2021 trzyletni kontrakt trenerski podpisał były wieloletni zawodnik drużyny, Ville Peltonen.

## Zawodnicy
Zastrzeżone numery
- 1 – Stig Wetzell
- 5 – Heikki Riihiranta
- 7 – Simo Saarinen
- 17 – Matti Murto
- 20 – Matti Hagman
- 22 – Mika Kortelainen
- 23 – Pertti Lehtonen
- 35 – Sakari Lindfors